# Karol Szymanowski

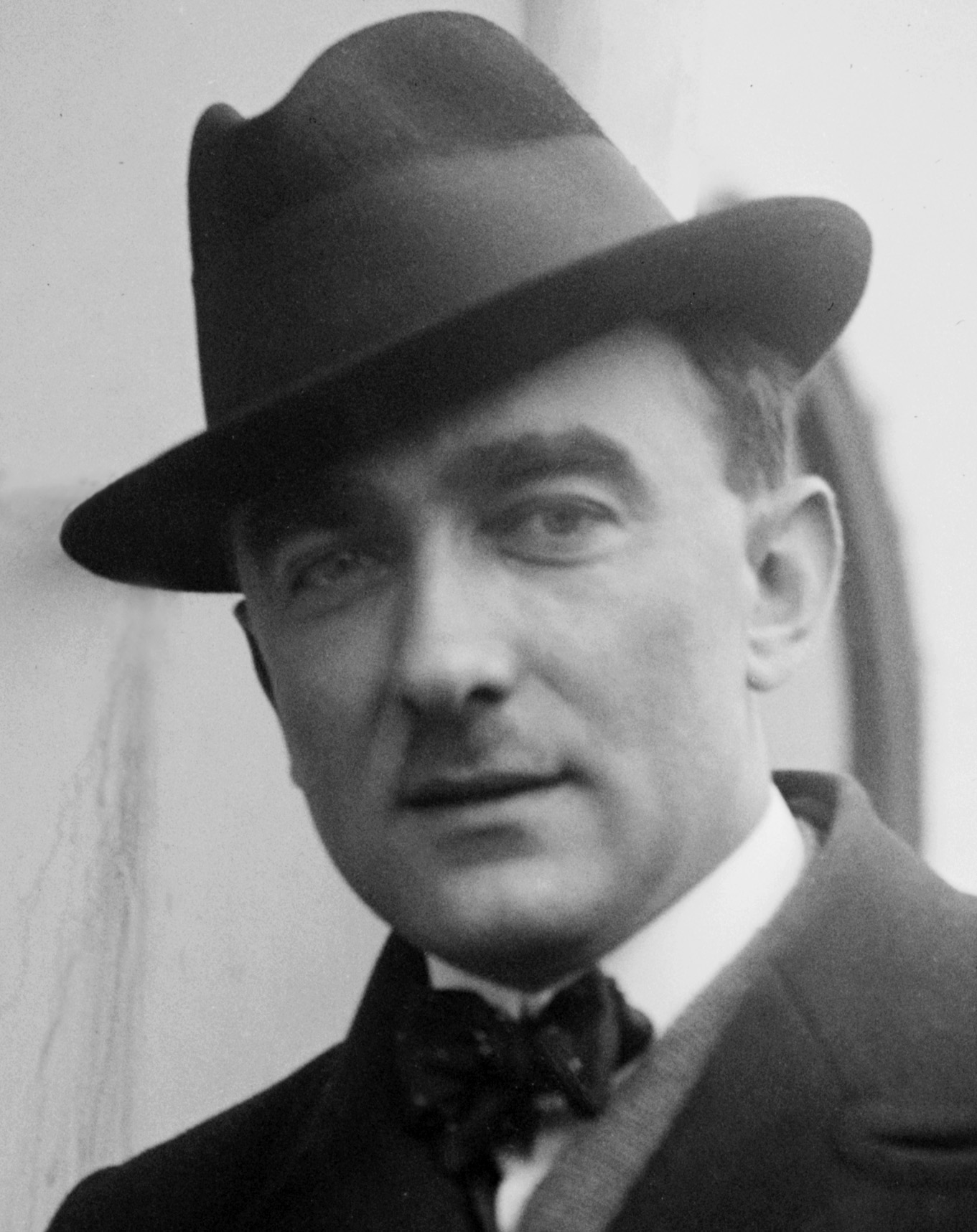
Karol Szymanowski (1922)

Karol Maciej Szymanowski, född 6 oktober 1882 i Tymoszówka (Kievs guvernement i Ryska imperiet, nuvarande Ukraina), död 29 mars 1937 i Lausanne, var en framstående polsk kompositör och pianist, som bidragit till utvecklingen av impressionistisk och senromantisk orkesterklang och användningen av polsk och orientalisk folkmusik i den klassiska musiken.

## Biografi
Szymanowski växte upp i en högkulturell miljö. Hans far var en polsk godsägare, Stanisław Korwin-Szymanowski (1842-1905), och modern var en svensk adelsdam, född friherrinna Anna Taube (1853-1943). Karol Szymanowski fick sin första undervisning i pianospel av sin far och därefter av sin onkel Gustav Neuhaus (som var far till den sovjetiske pianisten Heinrich Neuhaus). Från 1912 studerade han kontrapunkt och komposition vid Warszawakonservartoriet för M. Zawirowski och Zygmunt Noskowski. Under studieåren blev han vän med pianisten Artur Rubinstein och tonsättaren Grzegorz Fitelberg. Tillsammans med Fitelberg grundade Szymanowski 1905 ett musikförlag i Berlin som publicerade verk av medlemmarna i tonsättarföreningen "Młoda Polska" ("Det unga Polen"), där Szymanowski, Fitelberg, Ludomir Różycki, Apolinary Szeluto ingick. Det unga Polens musik anknöt till samtida västeuropeisk musikstil.
Szymanowskis tidiga musik, mellan 1900 och 1914, har klara influenser av Frederic Chopin och tidig Aleksandr Skrjabin, och därefter av tysk senromantik som Franz Liszt, Richard Wagner, Richard Strauss och Max Reger. Szymanowskis individuella stil uppstod till stor del till följd av hans resor 1914 till Italien, Sicilien och Nordafrika. Kontakten med österländska och gamla kulturer inspirerade honom till flera senare kompositioner. I Frankrike kom han i kontakt med fransk impressionistisk musik av Claude Debussy och Maurice Ravel. Flera av hans kompositioner under tiden 1914–1923 bygger på exotiska och österländska teman, till exempel Hafiz kärlekssånger. Hans kompositioner från åren före första världskriget fick mycket bra mottagande i den tyskspråkiga delen av Europa, till stor del genom hans konsertresor till Wien, Leipzig och Berlin.
Under första världskriget bodde Szymanowski i Tymoszówka och företog sig konsertresor till Kiev, Moskva och Sankt Petersburg. 
På 1920-talet skedde en ändring i tonsättarens stil - till viss mån under inflytande av Igor Stravinskijs musik och Szymanowskis upptäckt av den polska góral-folkloren i Karpaterna. Liknande trender att söka sig till de nationella rötterna var vanliga i den tidens europeiska tonsättarkretsar. 1930 blev Szymanowski utnämnd till hedersdoktor vid Jagellonska universitetet i Kraków. Under sina sista år reste han ofta, för att kurera en svag hälsa, till bland annat Schweiz, där han också dog. Han var aldrig gift.

## Kompositioner

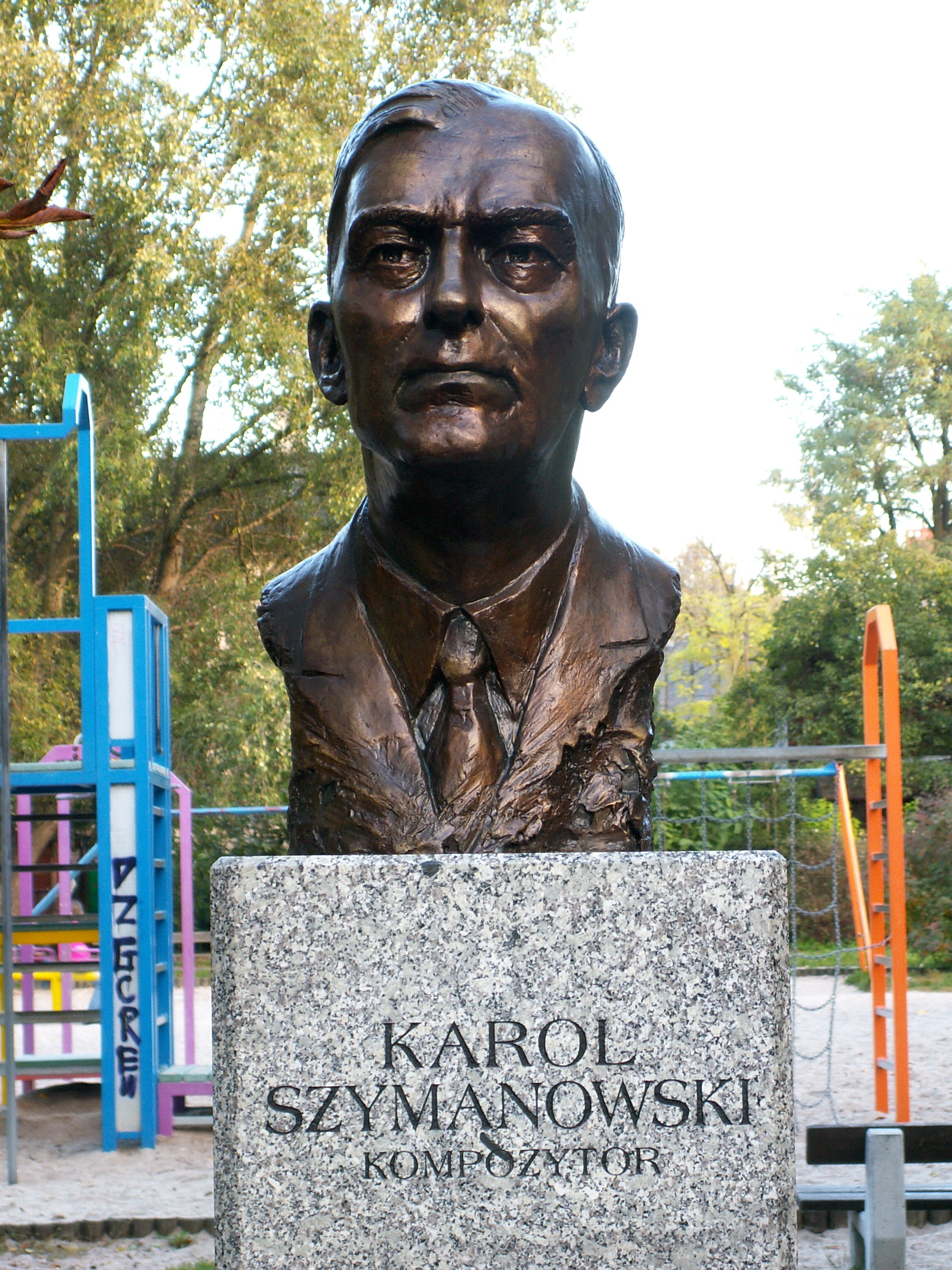
Karol Szymanowski.

Szymanowski räknas till de största polska tonsättarna från perioden före andra världskriget och hade stort internationellt genomslag. Hans orkesterverk, pianostycken och operan "Kung Roger" är ofta spelade utanför Polen. Hans musik har uppmarksammats mer igen under 2000-talet och  har fått många nya inspelningar.
Symfonierna nr 1 (1906–07) och nr 2 (1909–10) är till viss del "ungdomssynder" i något uppblåst format. Kompositören själv avfärdade den första symfonin som ett "kontrapunkiskt-harmoniskt-orkestralt monster". Dess symfonier är instrumenterade med Richard Strauss som förebild.
Symfoni nr 3 "Nattens sång" (1914–16) är skriven för tenor, kör och orkester (som ibland mot tonsättarens intentioner uppförs med en sopran). Texten är en översättning av den persiske mystiske poeten Jâlal ad-Din ar-Rumi från 1200-talet. Den originellt och färgrikt orkestrerade ensatsiga symfonin avviker på många sätt från traditionell symfoniform.
Symfoni nr 4 "Symphonie Concertante" (1932) med en virtuos pianostämma, är i en fri konserterande form.
Operan Kung Roger, med libretto av tonsättaren själv och Jarosław Iwaszkiewicz hade uruppförande i Warszawa 19 juni 1926. Handlingen är förlagd till 1100-talets Sicilien och berättar om en herde (tenor) som lyckas få kung Roger (baryton) och drottning Roxana (sopran) att överge den kristna tron och anamma Dionysoskulten.
Violinkonsert nr 1 (1917) tillkom samtidigt som den tredje symfonin. Konserten är starkt soloistisk och har många lyriska och kromatiska passager.
Violinkonsert nr 2 (1932–33) tillkom sent i tonsättarens liv och innehåller musikelement från góral-folklor (folket från polska Karpaternas bergstrakter).
Hafiz kärlekssånger från 1911, som orkestrerades 1914, bygger på persisk diktning och arabisk musik.
Stabat Mater (1925–26) och Litania till Jungfru Maria (1930-33) använder sig av ett lätt arkaiskt och stiliserad religiöst tonspråk.

## Verkförteckning

### Röst och piano
- Sex sånger, op. 2  (1900–1902)
- Tre fragment till Jan Kasprowicz' dikter, op. 5 (1902)
- Svan, op. 7 (text Wacław Berent) (1904)
- Fyra sånger, op. 11 (text Tadeusz Miciński) (1904-1905)
- Fem sånger, op. 13 (1905-1907)
- Tolv sånger, op. 17  (1907)
- Sånger, op. 18 (1908)
- Sex sånger, op. 20 (text Tadeusz Miciński) (1909)
- Sånger i färger, op. 22 (1910)
- Hafiz' kärlekssånger, op. 24 (1911)
- Pieśni księżniczki z baśni, op. 31 (Sagoprinsessas sånger) (1915)
- Tre sånger, op. 32 (text Dymitr Dywadow) (1915)
- Fyra sånger, op. 41 (text Rabindranatha Tagore) (1918)
- Pieśń meuzina szalonego, op. 42 (Den galne meuzins sång) (1918)
- Två baskiska sånger, op. 44 (1925)
- Słopiewnie, op. 46 bis (text Julian Tuwim) (1921)
- Tre vaggsånger, op. 48 (1922)
- Barnrytmer op. 49 (text Kazimiera Iłłakowiczówna) (1922-1923)
- Idom se siuhaje dołu, śpiewający (góral-sång) (1924)
- Fyra sånger, op. 54 (text James Joyce) (1926)
- Vocalise-Etude (1928)
- Folksånger (Pieśni kurpiowskie), op. 58 (1930-1932)

### Kör a cappella
- Sex folksånger (Sześć pieśni kurpiowskich) (1928–1929)

### Piano
- Nio pianopreludier, op. 1 (1899-1900)
- Variationer för piano b-moll, op. 3 (1901–1903)
- Fyra etyder för piano, op. 4 (1900–1902)
- Piansonat nr 1 c-moll, op. 8 (1903–1904)
- Variationer på polsk folktema i h-moll, op. 10 (1900–1904)
- Fantasi, op. 14  (1905–1907)
- Preludium och fuga ciss-moll för piano (1905–1909)
- Pianosonat nr 2 A-dur, op. 21 (1910–1911)
- Metopy, op. 29  (1915)
- Tolv etyder, op. 33  (1915–1916)
- Maski, op. 34 (Masker) (1916)
- Pianosonat nr 3, op. 36 (1917)
- Tolv masurkor, op. 50 (1924–1925)
- Två masurkor, op. 62 (1933–1934)

### Violin och piano
- Sonat d-moll för violin och piano, op. 9 (1904)
- Romans D-dur, op. 23  (1910)
- Nocturno och tarantella, op. 28  (1915)
- Mity, op. 30 (Myter) (1915)
- Tre capriccii av Paganini, op. 40  (1918)
- La bereceuse d'atacho enia, op. 52  (1925)

### Kammarmusik
- Trio, op. 16 (piano, violin, cello) (1907)
- Stråkkvartett nr 1, Op 37 (1917)
- Stråkkvartett nr 2, op. 56 (1927)

### Orkesterverk samt verk för vokalist/kör och orkester
- Salome, op. 6 (text Jan Kasprowicz; röst och orkester) (1904)
- Konsertuvertyr för orkester i E-dur, op. 12 (1904–1905)
- Symfoni nr 1 f-moll, op. 15 (1906–1907)
- Symfoni nr 2 B-dur, op. 19 (1909–1910)
- Hafiz' kärlekssånger, op. 26 (röst och orkester) (1914)
- Symfoni nr 3 Pieśń nocy, op. 27 (Nattens sång) (1914–1916)
- Violinkonsert nr 1, op. 35 (1917)
- Demeter, op. 37 bis (sång för alt, damkör och orkester) (1917)
- Agawe, op. 38 (sång för alt, damkör och orkester) (1917)
- Högtydlig marsch (för orkester) (1925)
- Kniaź Patiomkin, op. 51 (Prins Potiomkin; orkesterstycke till Tadeusz Micińskis drama) (1925)
- Stabat mater, op. 53 (för röst, kör och orkester) (1925–1926)
- Veni creator, op. 57 (sopran, kör, orgel och orkester) (1930)
- Litania do Marii Panny, op. 59 (Litania till Jungrfu Maria för sopran, kör och orkester) (1930–1933)
- Symfoni nr 4 (Symphonie concertante), op. 60  (1932)
- Violinkonsert nr 2, op. 61 (1932–1933)

### Operor, baletter och operett
- Loteria mężów (Lotteri med makar, operett) (1908–1909)
- Hagith, op. 25 (Opera efter en drama av F.Dörmann) (1912–1913)
- Mandragora, op. 34 (balett) (1920)
- Król Roger, op. 46 (Kung Roger; Opera) (1918–1924)
- Harnasie, op. 55 (Balett) (1923–1931)